# Noûs
Noûs är en fackvetenskaplig tidskrift, grundad av Hector-Neri Castañeda 1967. Tidskriften behandlar filosofi. Den utges av Wiley-Blackwell. Nuvarande redaktör är Ernest Sosa. I anslutning till Noûs utges också ett årligt supplement, Philosophical Perspectives.